# ライアン・ヘンドリックス
- ライアン・ヘンドリクス

ライアン・マシュー・ヘンドリックス（Ryan Matthew Hendrix ,1994年12月16日 - ）は、アメリカ合衆国テキサス州ラフキン出身のプロ野球選手（投手）。右投右打。MLBのアリゾナ・ダイヤモンドバックス傘下所属。

## 経歴

### プロ入り前
2013年のMLBドラフトの17巡目（全体501位）でクリーブランド・インディアンスから指名されたが、契約せずにテキサスA＆M大学に進学した。

### レッズ時代
2016年のMLBドラフト5巡目（全体138位）でシンシナティ・レッズから指名されてプロ入り。プロ入り後はビリングス・マスタングスでプロデビューを果たし、その後A級のデイトン・ドラゴンズに昇格した。この年は2チームでプレーし、3勝1敗、防御率3.57を記録した。
2017年は開幕をA級で迎え、6月にA+級のデイトナ・トーテュガスに昇格した。2チームの合計で47試合に登板し、5勝5敗、防御率2.90の成績を残した。
2018年はシーズンを通してA+級でプレーした。44試合の登板で4勝4敗、防御率1.76を記録した。
2019年はルーキー級のアリゾナリーグ・レッズとAA級のチャタヌーガ・ルックアウツでプレーした。4勝0敗、防御率1.85という成績だった。シーズン終了後の11月20日にオフの11月18日にルール・ファイブ・ドラフトでの流出を防ぐために40人枠入りした。 
2020年は、新型コロナウイルスの感染拡大の影響でマイナーリーグの試合が開催されなかったため、プレーしなかった。
2021年は開幕をAAA級のルイビル・バッツで迎えた。4月23日にメジャーに昇格し、その日のセントルイス・カージナルス戦でメジャーデビューを果たした。36試合に登板し、5勝1敗3ホールド、防御率5.97を記録した。
2022年は開幕をメジャーで迎え、中継ぎで5試合登板後の4月24日にDFAとなったが、マイナー契約でレッズに残留した。7月16日に再びメジャー契約を結び、19日にマイナー降格したが、30日にメジャーに再昇格した。この年は9試合に登板し、0勝0敗、防御率5.40という成績だった。オフの10月20日にフリーエージェント（FA）となった。

### ダイヤモンドバックス傘下時代
2022年12月9日にアリゾナ・ダイヤモンドバックスとマイナー契約を結んだ。

## 投球スタイル
スプリットを武器とする投手で、フォーシームも160km/hに迫る。

## 詳細情報

### 年度別投手成績
| 年 度    | 球 団    | 登 板 | 先 発 | 完 投 | 完 封 | 無 四 球 | 勝 利 | 敗 戦 | セ 丨 ブ | ホ 丨 ル ド | 勝 率 | 打 者 | 投 球 回 | 被 安 打 | 被 本 塁 打 | 与 四 球 | 敬 遠 | 与 死 球 | 奪 三 振 | 暴 投 | ボ 丨 ク | 失 点 | 自 責 点 | 防 御 率 | W H I P |
| -------- | -------- | ----- | ----- | ----- | ----- | -------- | ----- | ----- | -------- | ----------- | ----- | ----- | -------- | -------- | ----------- | -------- | ----- | -------- | -------- | ----- | -------- | ----- | -------- | -------- | ------- |
| 2021     | CIN      | 36    | 0     | 0     | 0     | 0        | 5     | 1     | 0        | 3           | .833  | 142   | 31.2     | 33       | 8           | 16       | 2     | 1        | 35       | 6     | 0        | 23    | 21       | 5.97     | 1.55    |
| 2022     | CIN      | 9     | 0     | 0     | 0     | 0        | 0     | 0     | 0        | 0           | ----  | 38    | 8.1      | 9        | 0           | 6        | 1     | 2        | 9        | 3     | 0        | 5     | 5        | 5.40     | 1.80    |
| MLB：1年 | MLB：1年 | 45    | 0     | 0     | 0     | 0        | 5     | 1     | 0        | 3           | .833  | 180   | 40.0     | 42       | 0           | 22       | 3     | 3        | 44       | 9     | 0        | 28    | 26       | 5.85     | 1.60    |

- 2022年度シーズン終了時

### 背番号
- 68（2021年 - 2022年）